# Medalia lui Inigo d'Avalos

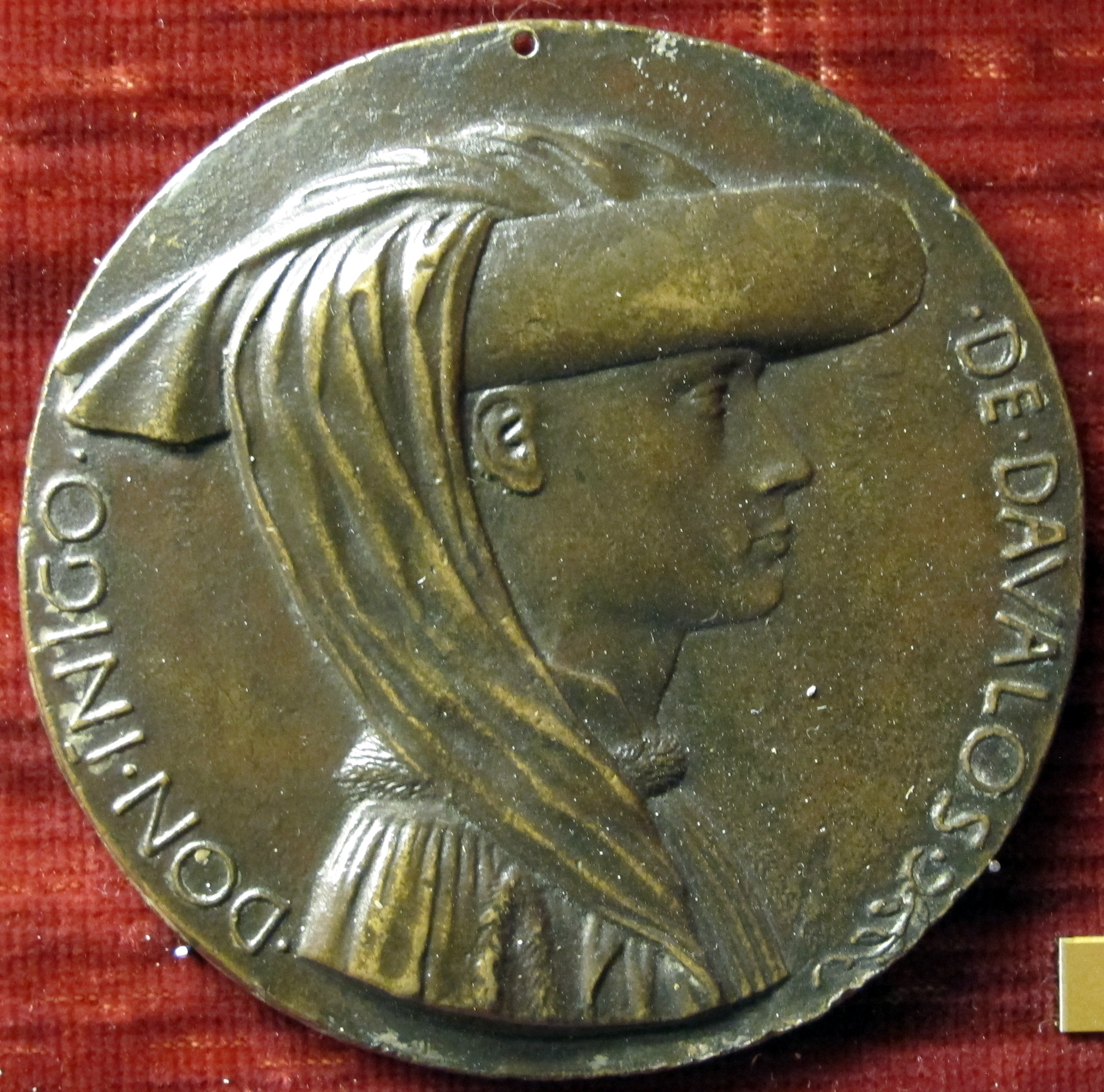
Medalia lui Don Iñigo d'Avalos lucrată de Pisanello (avers), Bargello, Florența

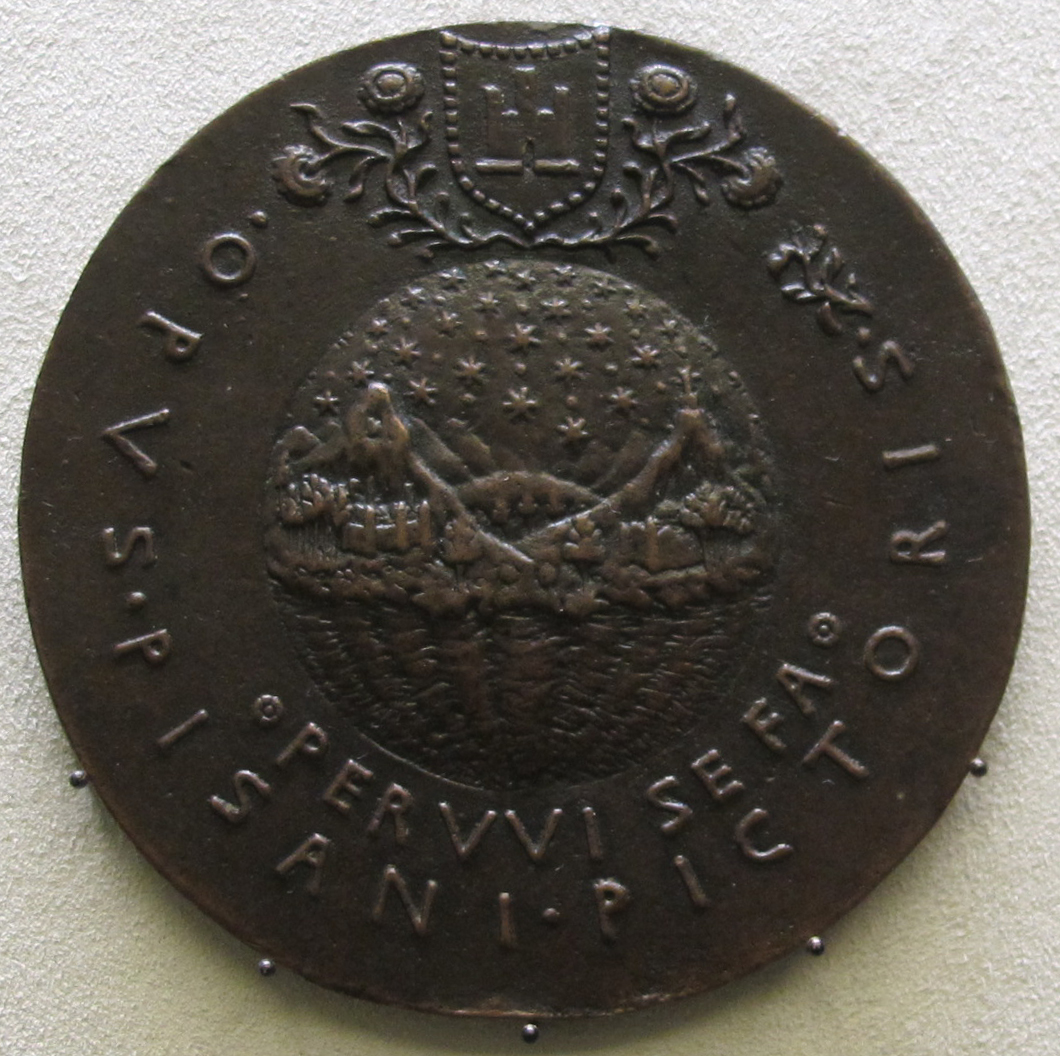
Medalia lui Don Iñigo d'Avalos (revers), National Gallery of Art

Medalia lui Inigo d’Avalos a fost realizată din bronz, de către artistul italian Pisanello, în anul 1449 și are diametrul de 7,8 cm.

## Istoric
După ce a creat celebra medalie a lui Ioan al VIII-lea Paleologul (1438), restabilind tradiția așezării unor efigii ale unor persoane în viață, ca și pe monedele romane, Pisanello a fost foarte solicitat de către curțile italiene, creând vreo douăzeci de medalii.
Pisanello a plecat la Neapole în 1449, după cum reiese din milesimul primei medalii a lui Alfonso al V-lea, precum și dintr-un document datat la 14 februarie, în care sunt notate onoruri speciale acordate în cinstea artistului. Pentru Alfonso al V-lea, Pisanello a creat cel puțin trei medalii; tot aici, a creat o medalie pentru un curtean al lui Alfonso, Inigo d'Avalos, care aparținea unei ilustre familii spaniole ajunsă în Italia însoțind curtea aragoneză. În general, medalia lui Inigo este considerată ca fiind ultima semnată, în mod sigur, de Pisanello.

## Descriere
Lucrarea a fost creată cu intenția clară de celebrare, în mod cinstit fără retorică gratuită, fiind capabilă să sublinieze autoritatea persoanei reprezentate, cu o utilizare restrânsă a elementelor decorative.

Pe aversul medaliei, este prezentată (bust din profil) efigia lui Inigo d’Avalos, spre dreapta, purtând o pălărie cu eșarfă, și o haină cu bordură de blană. Pălăria și eșarfa sunt utilizate cu un efect decorativ rafinat. De-a lungul marginii inferioare a medaliei, se poate citi DON INIGO DE DAVALOS.

Pe reversul medaliei, se vede o sferă cu un peisaj montan ideal cu două cetăți, cu ziduri pe fiecare parte, o mare cu valuri și un cer înstelat. Deasupra, putem vedea stema familiei D’Avalos, între doi trandafiri, dedesupt citim, motto-ul  PERVVI SE FA. De-a lungul marginii vedem semnătura autorului, în limba latină: OPVS PISANI PICTORIS  (în română, „Operă a pictorului Pisan[ell]o”).
Peisajul prezent pe reversul medaliei ne reamintește de descrierea Scutului lui Achile, din Iliada lui Homer, Cântul XVIII.